# Лезга
Лезга — река в России, протекает по Свердловской области. Устье реки находится в 63 км по левому берегу реки Багаряк. Длина реки составляет 8,5 км, площадь водосборного бассейна 102 км².

## Данные водного реестра
По данным государственного водного реестра России относится к Иртышскому бассейновому округу, водохозяйственный участок реки — Исеть от города Екатеринбург до впадения реки Теча, речной подбассейн реки — Тобол. Речной бассейн реки — Иртыш.
Код объекта в государственном водном реестре — 14010500612111200003017.

## Притоки
- Черемшанка (приток Лезги)[3]